# Calistoga, Kalifornien
Calistoga är en stad (city) i Napa County, i delstaten Kalifornien, USA. Enligt United States Census Bureau har staden en folkmängd på 5 218 invånare (2011) och en landarea på 6,7 km².